# Michelle Rouillard
Michelle Emilie Rouillard Estrada (Popayán, 28 de octubre de 1986) es una actriz, modelo y ex-reina de belleza Colombiana de ascendencia Francesa. Es conocida por ser la ganadora del Concurso Nacional de Belleza de Colombia, Señorita Colombia 2008-2009, y por su participación en programas de televisión como Tu voz estéreo. 

## Biografía
Nació el 28 de octubre de 1986 en Popayán, Cauca, es hija de Patrick Rouillard, fotógrafo francés, y María del Mar Estrada Segura, periodista colombiana. Dentro de sus estudios, se destaca que es profesional en Negocios Internacionales de la Universidad Concordia de Montreal, Canadá. Además de su idioma materno, el español, habla también francés e inglés. También estudio actuación[cita requerida] su primer papel como actriz lo realizó en la telenovela La teacher de inglés. En cuanto a su carrera como modelo ha participado en diferentes pasarelas, hace parte de la agencia de modelos Stock Models.

## Participación en concursos de belleza
Participó en representación del departamento del Cauca en el concurso Señorita Colombia 2008-2009, celebrado en Cartagena de Indias, donde fue coronada la noche del 17 de noviembre de 2008, tras obtener las más altas calificaciones: 9,8 en desfile en traje de gala y 9,8 en desfile en traje de baño. En las presentaciones previas a la noche de coronación la candidata obtuvo también el premio de Señorita Fotogénica, otorgado por los periodistas que cubren el certamen.
Representó a su país en el certamen de Miss Universo 2009 que se celebró el 23 de agosto de 2009 en Nassau, Bahamas, donde no clasificó a la fase final.

## Filmografía

### Televisión
| Año       | Título                        | Personaje         | Canal                 |
| --------- | ----------------------------- | ----------------- | --------------------- |
| 2025      | Nuevo rico, nuevo pobre       | Paulina Carrillo  | Caracol Televisión    |
| 2025      | Manes                         | Patricia "Patty"  | Prime Video           |
| 2025      | Perfil falso                  | Reportera         | Netflix               |
| 2024-2025 | Escupiré sobre sus tumbas     | Carla Botero      | Caracol Televisión    |
| 2022      | Hasta que la plata nos separe | Isabella Plazas   | Telemundo / Canal RCN |
| 2021      | Lala's Spa                    | Carla Mendoza     | Canal RCN             |
| 2021      | Enfermeras                    | Lina Molano       | Canal RCN             |
| 2019      | Bolívar                       | Fanny Du Villars  | Caracol Televisión    |
| 2019      | El Barón                      | Marcela Jaramillo | Telemundo             |
| 2018      | Sin senos si hay paraíso      | Ana Paula Vallejo | Telemundo             |
| 2018      | Garzón                        | Reina de Belleza  | Canal RCN             |
| 2017      | No olvidarás mi nombre        | Miranda Londoño   | Canal RCN             |
| 2013-2014 | Mentiras perfectas            | Stefanía          | Caracol Televisión    |
| 2011-2016 | Tu voz estéreo                | Sara Rendón       | Caracol Televisión    |
| 2011      | La Teacher de inglés          | Mary Sol          | Caracol Televisión    |

### Cortometraje
| Año  | Título         | Personaje |
| ---- | -------------- | --------- |
| 2017 | Eugène         | Devy      |
| 2018 | Una última vez | Mamá      |

### Reality Show
| Año  | Título               | Rol          | Canal     |
| ---- | -------------------- | ------------ | --------- |
| 2025 | MasterChef Celebrity | Participante | Canal RCN |